# سد تويومي
سد تويومي هو سد يقع في أغانو، نيغاتا، اليابان، تم الانتهاء منه في عام 1929.